# Comuna Donja Dubrava, Međimurje
Donja Dubrava este o comună în cantonul Međimurje, Croația, având o populație de 1.920 de locuitori (2011).

## Demografie
Componența etnică a comunei Donja Dubrava
     Croați (98,49%)
     Necunoscut (0%)
     Neclasificat (0,99%)
Componența confesională a comunei Donja Dubrava
     Catolici (97,66%)
     Necunoscută (0,47%)
     Alte religii (1,88%)
Conform recensământului din 2011, comuna Donja Dubrava avea 1.920 de locuitori. Din punct de vedere etnic, majoritatea locuitorilor (98,49%) erau croați. Din punct de vedere confesional, majoritatea locuitorilor (97,66%) erau catolici. Pentru 0,47% din locuitori nu este cunoscută apartenența confesională.